# Károlyi Leona
Károlyi Leona, Kreybig (Beszterce, 1877. január 10. – 1943 után) színésznő, énekes.

## Életútja
Apja rittersfeldi és madari Kreybig Károly, császári és királyi altábornagy (meghalt 1913. március 12-én, Budapesten, 82 éves korában.) 1901–02-ben Szegeden lépett színpadra, ezután 1902–03-ban Győrött, 1903–05-ben Kolozsvárott játszott, majd 1905–06-ban a Pécsi Nemzeti Színház művésze lett mint opera- és operettprimadonna. 1905 novemberében Budapesten is feltűnt a Király Színház János vitéz-versenyében. 1906-tól Nagyváradon láthatta a közönség. Első férjétől, dr. Szőts Géza tanártól elválva, 1908 augusztusában férjhez ment dr. Fráter Pál ügyvédhez. 1912. július 13-án búcsúzott el a színpadtól Nagyváradon, A víg özvegy című operettben. 1915 szeptemberében Orosházán postamesternői vizsgát tett. 1918-ban a Medgyaszay Színház tagja volt. Később a honvédelmi minisztérium tisztviselőnője lett, végül 1929 őszétől a Nemzeti Színház női ruhatárának felügyelőjeként dolgozott. 1935–36-ban Kolozsvárott újból játszott, emellett filmezéssel is foglalkozott.
Gyermeke Szőcs Zoltán Károly József (1897–1930) százados.

## Fontosabb szerepei
- Borcsa (Vahot I.: Huszárcsíny)
- Hyppolita (Shakespeare: Szentivánéji álom)
- Gábor diák (Huszka J.: Gül Baba)